# Robert Howe
Robert Howe, detto Bob (Sydney, 3 agosto 1925 – Santa Ana, 30 novembre 2004), è stato un tennista australiano.
Ha ottenuto i suoi maggiori successi giocando in doppio. Ha vinto quattro titoli nei tornei del Grande Slam, tutti nel doppio misto, tra cui il torneo di Wimbledon nel 1958.

## Statistiche

### Doppio misto

#### Vittorie (4)
| Numero | Anno | Torneo                            | Superficie  | Compagna          | Avversari in finale                  | Punteggio      |
| 1.     | 1958 | Australian Championships, Sydney  | Erba        | Mary Bevis Hawton | Angela Mortimer Barrett Peter Newman | 9-11, 6-1, 6-2 |
| 2.     | 1958 | Wimbledon, Londra                 | Erba        | Lorraine Coghlan  | Althea Gibson Kurt Nielsen           | 6-3, 13-11     |
| 3.     | 1960 | Internazionali di Francia, Parigi | Terra rossa | Maria Bueno       | Ann Haydon-Jones Roy Emerson         | 1-6, 6-1, 6-2  |
| 4.     | 1962 | Internazionali di Francia, Parigi | Terra rossa | Renee Schuurman   | Lesley Turner Fred Stolle            | 3-6, 6-4, 6-4  |